# Rusk (Texas)
Rusk es una ciudad ubicada en el condado de Cherokee en el estado estadounidense de Texas. En el Censo de 2010 tenía una población de 5551 habitantes y una densidad poblacional de 295,62 personas por km².

## Geografía
Rusk se encuentra ubicada en las coordenadas 31°47′52″N 95°8′56″O / 31.79778, -95.14889. Según la Oficina del Censo de los Estados Unidos, Rusk tiene una superficie total de 18,78 km², de la cual 18,71 km² corresponden a tierra firme y (0,37%) 0,07 km² es agua.

## Demografía
Según el censo de 2010, había 5551 personas residiendo en Rusk. La densidad de población era de 295,62 hab./km². De los 5551 habitantes, Rusk estaba compuesto por el 67,5% blancos, el 26.54% eran afroamericanos, el 0,18% eran amerindios, el 0,49% eran asiáticos, el 0% eran isleños del Pacífico, el 3,4% eran de otras razas y el 1,89% pertenecían a dos o más razas. Del total de la población el 12,05% eran hispanos o latinos de cualquier raza.